# NGC 3490
NGC 3490 је елиптична галаксија у сазвежђу Лав која се налази на NGC листи објеката дубоког неба.
Деклинација објекта је + 9° 21' 44" а ректасцензија 10h 59m 54,3s. Привидна величина (магнитуда) објекта NGC 3490 износи 14,0 а фотографска магнитуда 15,0. NGC 3490 је још познат и под ознакама MCG 2-28-36, CGCG 66-80, NPM1G +09.0236, PGC 33128.